# Stanley Clinton Davis
Stanley Clinton Davis, Barone Clinton Davis (Londra, 6 dicembre 1928 – 11 giugno 2023) è stato un politico britannico, esponente del partito laburista.
È stato membro del governo e commissario europeo.

## Formazione
Clinton Davis frequentò la Hackney Downs School, la Mercers' School e nel 1950 si laureò in giurisprudenza presso il King's College London. Cominciò la carriera di avvocato.
Dal 1949 al 1950 fu membro del consiglio esecutivo dell'associazione nazionale delle organizzazioni degli studenti laburisti.

## Carriera politica
Si candidò senza successo alle elezioni generali del 1955, 1959 e 1964 nelle file del partito laburista. Dal 1959 al 1971 fu consigliere del borgo londinese di Hackney e ne fu sindaco tra il 1968 e il 1969.

### Camera dei Comuni e governo
Alle elezioni generali nel Regno Unito del 1970 Clinton Davis venne eletto membro del parlamento in rappresentanza del collegio di Hackney Central. Venne riconfermato nell'incarico fino al 1983.
Dopo la vittoria elettorale dei laburisti, nel 1974 Clinton Davis venne nominato sottosegretario per il commercio. Svolse l'incarico fino al 1979. Dal 1979 al 1981 Clinton Davis fu portavoce dell'opposizione per il commercio, i prezzi e la protezione dei consumatori e dal 1981 al 1983 fu portavoce per gli affari esteri.

### Commissario europeo
Nel 1985 Clinton Davis entrò a far parte della Commissione Delors I come Commissario europeo per l'Ambiente, la tutela dei consumatori e i trasporti. Svolse l'incarico fino al gennaio 1989. Promosse un rafforzamento della normativa comunitaria in materia ambientale, si impegnò per la riduzione dell'inquinamento del fiume Reno, introdusse regole più stringenti per il trasporto di rifiuti e preparò la direttiva europea sugli habitat.

### Camera dei Lords e governo
Nel 1990 venne nominato membro della Camera dei Lords. Fu portavoce dell'opposizione per i trasporti fino al 1997.
Dopo la vittoria elettorale dei laburisti, nel 1997 Clinton Davis venne nominato ministro del commercio. Svolse l'incarico fino al luglio 1998.
Dal 2000 al 2002 è stato membro dell'Assemblea parlamentare del Consiglio d'Europa e dell'Assemblea dell'Unione Europea Occidentale.

## Altre attività
Dal 1989 al 1997 Clinton Davis presiedette l'organizzazione non governativa britannica "Refugee Council".

## Onorificenze
Nel 1990 Clinton Davis venne nominato barone di Hackney, un borgo di Londra. È membro del Consiglio privato di sua maestà.